# Schefflera taiwaniana
Schefflera taiwaniana är en araliaväxtart som först beskrevs av Takenoshin Nakai, och fick sitt nu gällande namn av Ryozo Kanehira. Schefflera taiwaniana ingår i släktet Schefflera och familjen araliaväxter. IUCN kategoriserar arten globalt som livskraftig.
Artens utbredningsområde är Taiwan. Inga underarter finns listade.